# Versification française
« C'est en vain qu'au Parnasse un téméraire Autheur

Pense de l'Art des Vers atteindre la hauteur »

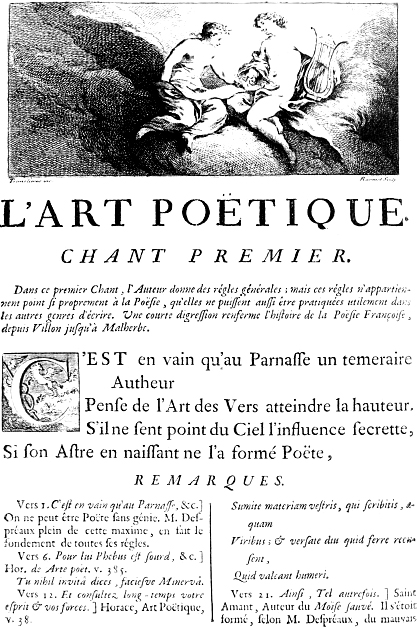
L'Art poétique de Nicolas Boileau décrit les règles classiques de versification française.

La versification française est l'ensemble des techniques employées dans l'expression poétique traditionnelle en langue française et des usages qui y règlent la pratique du vers : regroupement en strophes, jeu des rythmes et des sonorités, types formels de poèmes. Terme au contenu purement technique, la versification se distingue des arts poétiques, qui renvoient à des conceptions à la fois techniques et esthétiques de la poésie revendiquées par une personne ou un groupe.
Cet article regroupe ces données techniques en une présentation générale ; les détails sont présentés dans les pages césure, diérèse, enjambement, hémistiche, hiatus, métrique, rime, strophe, synérèse, vers, etc.

## Le vers

### Métrique

#### Décompte des syllabes
L'unité de mesure du vers français est la syllabe. Parler de « pied », par analogie avec le latin ou le grec, est incorrect, comme le relève déjà Joachim du Bellay dans la Défense et illustration de la langue française, et comme l'écrit encore en 1974 Jean Mazaleyrat : « Appliquer le terme de pied à la syllabe, comme on l'a fait, comme on le fait souvent encore dans notre tradition pédagogique, lexicographique et critique, ce n'est pas seulement mêler les techniques et confondre les notions. C'est méconnaître le caractère accentuel et rythmique du vers français. C'est plus qu'une inadvertance terminologique, c'est une erreur de conception. C'est confondre la structure combinée des mesures rythmiques et la somme pure des syllabes, la fin et les moyens. »
Le mètre est le nombre de syllabes comptées dans un vers. La versification française, qui repose sur le décompte des syllabes, est dite syllabique ; comme il faut et il suffit d'une voyelle pour composer une syllabe, elle est aussi dite vocalique. Le vers suivant contient douze mots d'une syllabe :
Je sais ce que je suis et ce que je me dois.
— Pierre Corneille, Don Sanche d’Aragon

#### Règle du e caduc
Le e caduc désigne la voyelle e dont la prononciation « e » varie en fonction de l'environnement syntaxique. Souvent le e caduc est improprement appelé e muet, car la modification de prononciation consiste souvent en une atténuation, voire une disparition, du son « e » (amuïssement).
Le e caduc est associé aux graphies « e », « es » et « ent ». Attention cependant : les terminaisons « -es » et « -ent » n'indiquent pas obligatoirement la présence d'un e caduc (cf. « Miguel de Cervantes », « le couvent », « qu'ils soient », ou tous les verbes à la troisième personne du pluriel de l'imparfait et du conditionnel : « ils voulaient » et « il voulait », tout comme « il voudrait » et « ils voudraient », diffèrent uniquement à l'écrit, par un « -ent » grammatical non prononcé).
En fin de vers, un e caduc associé aux terminaisons « -e », « -es », « -ent », bien qu'il soit prononcé dans la scansion classique, ne compte cependant pas au nombre des syllabes d'un vers (apocope).
Que je ne puis la voir sans voir ce qui me tue.

→ Que·je·ne·puis·la·voir·sans·voir·ce·qui·me·tu

→ apocope du « e » en fin de vers (« tu(e) »).
— Pierre Corneille, Don Sanche d’Aragon
Merci. Je n’ai plus peur. Je vais parler moi-même.

→ Mer·ci·Je·n'ai·plus·peur·Je·vais·par·ler·moi·mêm

→ apocope du « e » en fin de vers (« moi-mêm(e) »).
— Edmond Rostand, Cyrano de Bergerac
J'aperçois tout à coup deux yeux qui flamboyaient,

→ J'a·per·çois·tout·à·coup·deux·yeux·qui·flam·boy·aient

→ « -ent » ne signale pas un e caduc et le verbe ne subit pas l'apocope

(« flamboyaient » = imparfait, 3e personne du pluriel).
— Alfred de Vigny, Les Destinées, La Mort du loup

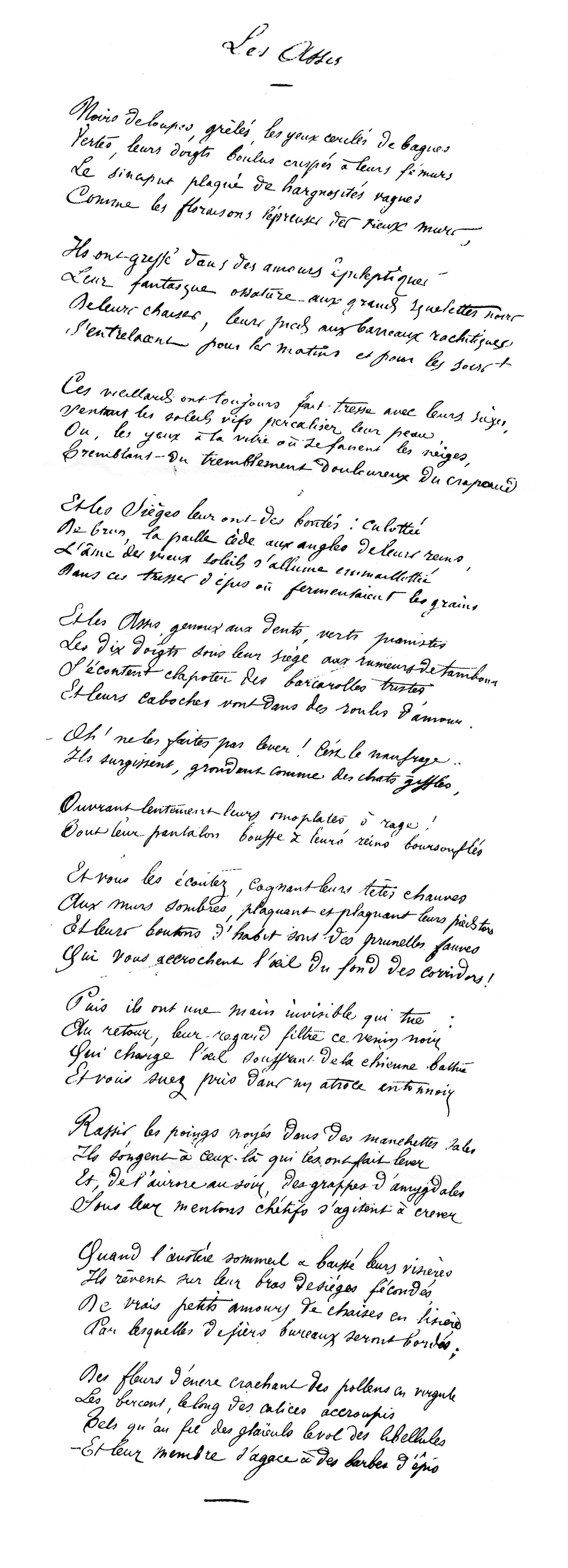
Arthur Rimbaud, manuscrit des Assis.

À l'intérieur du vers, le e caduc en fin de mot ne compte pas toujours comme une syllabe (élision non systématique du e caduc final d'un mot) : il y a élision, et la dernière syllabe ne compte pas, quand le son « e » écrit « -e » est suivi par une voyelle ou un h muet ; il n'y a pas élision, et la dernière syllabe compte, quand le son « e » écrit « -e » est suivi par une consonne, ou quand le son « e » est orthographié « -es » ou « -ent ».
J'ai rêvé dans la grotte où nage la sirène.

→ J'ai·rê·vé·dans·la·gro·ttoù·na·ge·la·si·rèn

→ « e » élidé devant une voyelle (« grott(e) où »),

« e » prononcé devant une consonne (« na·ge la »),

apocope du « e » en fin de vers (« sirèn(e) »).
— Gérard de Nerval, El Desdichado
Jamais mensonge heureux n’eut un effet si prompt

→ Jam·ais·men·son·geu·reux·n’eut·un·e·ffet·si·prompt

→ « e » élidé devant h muet (« mensong(e) heureux »).
— Jean Racine, Athalie
Ses houles où le ciel met d'éclatants îlots

→ Ses·hou·les·où·le·ciel·met·d'é·cla·tants·î·lots

→ « e » prononcé dans la terminaison « -es » (« houles où »).
— Leconte de Lisle, Poèmes tragiques
Où tendent tous les fronts qui pensent et qui rêvent

→ Où·ten·dent·tous·les·fronts·qui·pen·sent·et·qui·rêv

→ « e » prononcés à l'intérieur du vers (« ten·dent », « pen·sent »),

apocope du « e » en fin de vers (« rêv(ent) »).
— Sully Prudhomme, Le Zénith — aux victimes de l'ascension du ballon le Zénith —
Quelque chose approchant comme une tragédie,

→ Quel·que·cho·sa·ppro·chant·co·mmu·ne-tra·gé·di

→ « e » élidés devant voyelles (« chos(e) approchant », « comm(e) une »),

apocope du « e » en fin de vers (« tragédi(e) »).
— Alfred de Musset, Premières Poésies, La Coupe et les Lèvres
Et les cieux rayonnaient sous l'écharpe d'Isis

→ Et·les·cieux·ra·yo·nnaient·sous·l'é·char·pe·d'I·sis

→ « e » prononcé devant une consonne (« échar·pe d'Isis ») ;

« -ent » ne signale pas un e caduc et le verbe n'est pas élidable

(« rayonnaient » = imparfait, 3e personne du pluriel).
— Gérard de Nerval, À Louise d'Or, reine — ou sa variante : Horus —

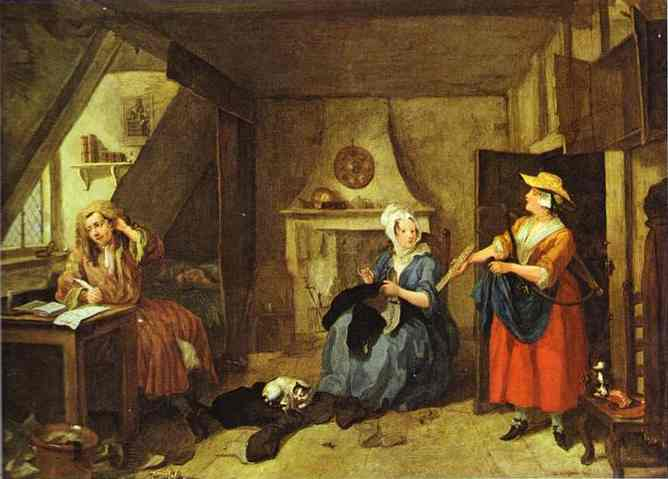
William Hogarth, Le Poète en détresse.

Enfin, le « e » à l'intérieur d'un mot est parfois élidé entre une voyelle et une consonne (syncope) : par exemple, il y a syncope dans « il avouera » (→ a·vou·ra), mais pas dans « avouer » (→ a·vou·er).
Je ne t'envierai pas ce beau titre d'honneur.

→ Je·ne·t'en·vi·rai·pas·ce·beau·ti·tre·d'ho·nneur

→ syncope du « e » entre voyelle et consonne (« envi(e)rai »).
— Pierre Corneille, Le Cid
Ces règles peuvent provoquer la confusion lors du décompte du e tonique (c'est-à-dire prononcé) et les auteurs cherchent à l'éviter : par exemple, « Dites-le à… » serait remplacé par « Dites-lui de… »
De plus, au Moyen Âge et au XVIe siècle, ces règles étaient différentes : le « e » s'élidait souvent à l'hémistiche de l'alexandrin (« césure épique »).
Les pierres précïeus(es) valent mieus d'un chastel.

→ Les·pier·res·pré·cï·eus(es)·va·lent·mieus·d'un·chas·tel

→ élision à l'hémistiche, et diérèse de « précïeuses » indiquée par un tréma.
— Le Roman d'Alexandre
La vi-e que j'avais m'est de douleur ravie.

→ La·vi·e·que·j'a·vais·m'est·de·dou·leur·ra·vi

→ « vie » prononcé en deux syllabes (« vi-e ») ;

par contre, il y a une apocope finale.
— Robert Garnier, Hippolyte

#### Diérèse et synérèse

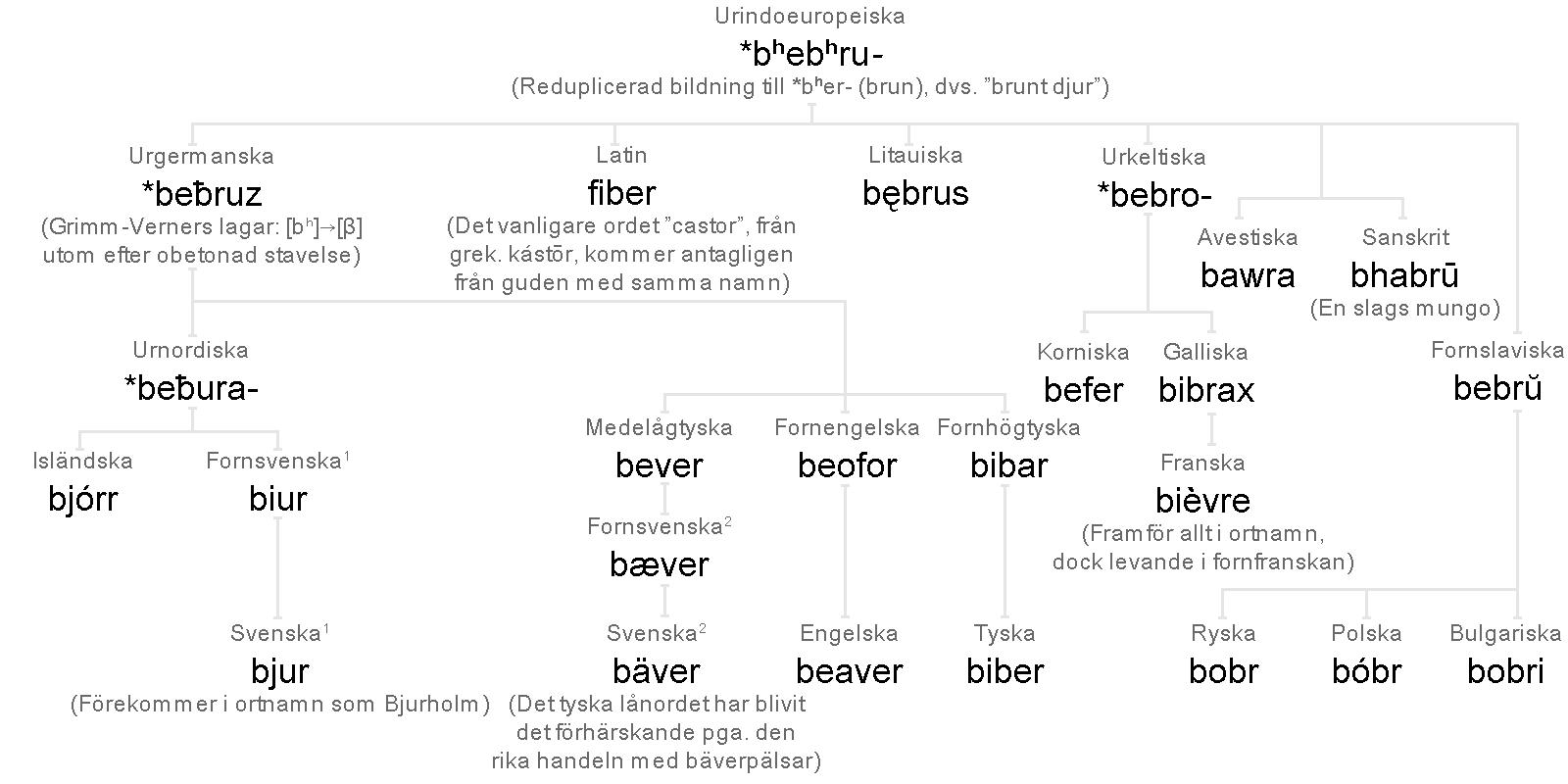
Étymologie du mot « » : venant du gaulois bèbros (latin fiber), la diérèse en « bi·è·vre » est théoriquement injustifiée.

Certains sons uniques en prose sont dédoublés dans l'élocution versifiée : « pas·sion » devient « pas·si·on », « dia·mant » devient « di·a·mant ». C'est la diérèse, qui transforme une consonne en voyelle juxtaposée à la voyelle habituelle du mot ; la diction ainsi abrégée parait adoucie.
La nation chérie a violé sa foi.

→ La·na·ti·on·ché·rie·a·vi·o·lé·sa·foi.

→ Diérèse de « na·ti·on ».
— Jean Racine, Esther
Deux syllabes en prose peuvent aussi être contractées en une seule dans l'élocution versifiée. « hi·er » devient « hier », « li·on » devient « lion ». C'est la synérèse, qui transforme une voyelle en consonne intégrée à la voyelle majeure du mot ; la diction ainsi abrégée parait plus dure.
Hier, j'étais chez des gens de vertu singulière

→ Hier·j'é·tais·chez·des·gens·de·ver·tu·sin·gu·lièr

→ Synérèse de « hier »
— Molière, Le Misanthrope
Historiquement, diérèse et synérèse suivaient des règles strictes (pleines d'exceptions) basées sur l'étymologie. On trouve, avant Corneille, certains mots de trois syllabes dont les deux dernières sont en synérèse : meur·trier, san·glier, bou·clier, peu·plier. Les poètes modernes s'affranchissent des origines des mots et utilisent diérèse et synérèse en fonction de considérations métriques, rythmiques, ou esthétiques : la diérèse peut donc servir à favoriser l'articulation du vers et à ralentir la diction, et peut donner une touche archaïque quand elle est utilisée là où elle n'existe plus en français moderne ; la synérèse permet au contraire d'accélérer la diction.
Des dictionnaires, comme le Littré, aideront les plus scrupuleux à se conformer aux règles étymologiques. On trouve sur internet un tableau récapitulatif de l'usage poétique.

#### Hiatus
L'hiatus désigne la rencontre de deux voyelles, soit dans le même mot (hiatus interne ; exemple : « maïs »), soit dans deux mots successifs (hiatus externe).
L'hiatus (externe) abonde au Moyen Âge, mais, comme le retrace Georges Lote, il est, au cours même de cette période, progressivement éliminé et Ronsard, en 1565, dans son Art Poëtique françois, formule une quasi-prohibition que Malherbe et Boileau rendront absolue.
Cette intransigeance est critiquée, par exemple par Paul Valéry, qui parlait de « la règle incompréhensible de l'hiatus », ou par Alexandre-Xavier Harduin qui, en 1757, écrivait « Il semble que, loin d'éviter les hiatus dans le corps d'un mot, les poètes français aient cherché à les multiplier, quand ils ont séparé en deux syllabes quantité de voyelles qui font diphtongue dans la conversation. De tuer, ils ont fait tu-er, et ont allongé de même la prononciation de ru-ine, vi-olence, pi-eux, étudi-er, passi-on, di-adème, jou-er, avou-er, etc. On ne juge cependant pas que cela rende les vers moins coulants; on n'y fait aucune attention ; et l'on ne s'aperçoit pas non plus que l'élision de l'e féminin n'empêche point la rencontre de deux voyelles, comme quand on dit année-entière, plaie-effroyable, joie-extrême, vue-agréable, vue-égarée, bleue-et blanche, boue-épaisse ».

### Noms basés sur la métrique

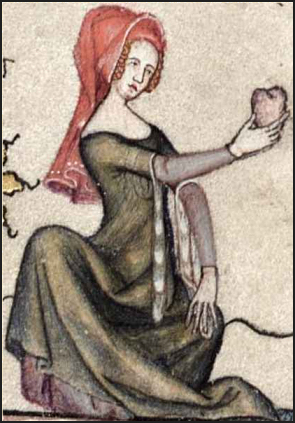
Illustration du Roman d'Alexandre (British Museum).

Le nom d'un vers dépend de son nombre de syllabes. Les vers de 1 à 12 syllabes sont appelés : monosyllabe, dissyllabe, trisyllabe, tétrasyllabe (ou quadrisyllabe), pentasyllabe, hexasyllabe, heptasyllabe, octosyllabe, ennéasyllabe, décasyllabe, hendécasyllabe, alexandrin (ou dodécasyllabe).
La poésie française privilégie les vers pairs (ayant un nombre pair de syllabes) :
- l'alexandrin, qui doit son nom à sa première apparition dans le Roman d'Alexandre (poème narratif anonyme du XIIe siècle), est le mètre le plus utilisé dans la langue française, dans tous les types d'expression poétique comme les textes du théâtre classique ;
- le décasyllabe, dont l'emploi est dominant jusqu'au milieu du XVIe siècle où il est remplacé par l'alexandrin ;
- l'octosyllabe, sans coupe régulière, se caractérise par la légèreté ; au Moyen Âge, c'est le vers de la poésie lyrique. Il est assez souvent employé en association avec d'autres mètres plus longs ou plus courts ;
- l'hexasyllabe, qui se rencontre seul ou en association avec l'alexandrin pour en rompre la monotonie et la majesté.

| Nom de la métrique | Nombre de syllabes | Exemple (vers)                                | Remarques complémentaires                                                      |
| ------------------ | ------------------ | --------------------------------------------- | ------------------------------------------------------------------------------ |
| monosyllabe        | 1                  | Oui.                                          | Très rare seul, utilisé en poésie expérimentale.                               |
| disyllabe          | 2                  | Je vais.                                      | Rarement utilisé seul.                                                         |
| trisyllabe         | 3                  | Il fait beau.                                 | Rythme très rapide.                                                            |
| tétrasyllabe       | 4                  | Je suis parti tôt.                            | Fréquent dans les comptines.                                                   |
| pentasyllabe       | 5                  | L’ombre danse au mur.                         | Peu courant.                                                                   |
| hexasyllabe        | 6                  | Le vent glisse en silence.                    | Appelé aussi demi-alexandrin.                                                  |
| heptasyllabe       | 7                  | Le matin clair s’éveille.                     | Souvent combiné avec d'autres mètres.                                          |
| octosyllabe        | 8                  | Il pleut doucement sur la ville.              | Très courant au Moyen Âge et en poésie lyrique.                                |
| ennéasyllabe       | 9                  | Le silence envahit le grand couloir.          | Moins utilisé, mais existe.                                                    |
| décasyllabe        | 10                 | Le soleil se levait sur la plaine immense.    | Fréquent en épopée médiévale.                                                  |
| hendécasyllabe     | 11                 | Je rêve aux vastes cieux pleins de promesses. | Moins fréquent en français qu’en italien.                                      |
| alexandrin         | 12                 | La nature est un temple où de vivants piliers | Aussi appelé dodécasyllabe. Le plus classique, surtout depuis le XVIIe siècle. |
| vers libre         | Variable           | Aucun schéma fixe                             | Présent dans la poésie moderne et contemporaine.                               |

Les vers impairs recherchent l'écart et la souplesse ; la mise en cause des mètres traditionnels que constitue l'utilisation des vers impairs apparaît comme une étape vers le vers libre ou le verset poétique, qui marqueront la fin du XXe siècle.
Ce type de vers, en particulier ceux de 9 syllabes, ont été recommandés par Verlaine pour leur musicalité et avaient été utilisés par la poésie lyrique destinée au chant. Il s'agirait d'une remise en cause du modèle métrique, fondée sur un jeu de discordances. Cette conception, reprise par les symbolistes et les « vers-libristes », se rapprocherait de l’impressionnisme musical à venir de Debussy.
Les vers rapportés, comme les vers brisés, peuvent se lire en ligne et en colonne.
Les vers blancs sont des vers dont la métrique est régulière, mais pas la rime ; c'est par exemple le cas dans la prose poétique ou au théâtre, quand le rythme particulier d'une phrase en prose se rapproche d'un mètre traditionnel : cf. Dom Juan « La naissance n'est rien où la vertu n'est pas ! »
Les vers libres n'ont pas de structure régulière.
À l'exception parfois des vers libres, et en dehors de toute considération calligraphique, les vers commencent toujours par une majuscule et se terminent par un saut de ligne.

### Rime
Une rime est un retour de sonorités identiques à la fin d'au moins deux vers, avec pour base la dernière voyelle tonique. Différente de l'assonance médiévale, la rime impose l'homophonie des sons consonantiques qui suivent la dernière voyelle prononcée. Elle peut être enrichie par la reprise de sons complémentaires qui précèdent la voyelle.

#### Noms

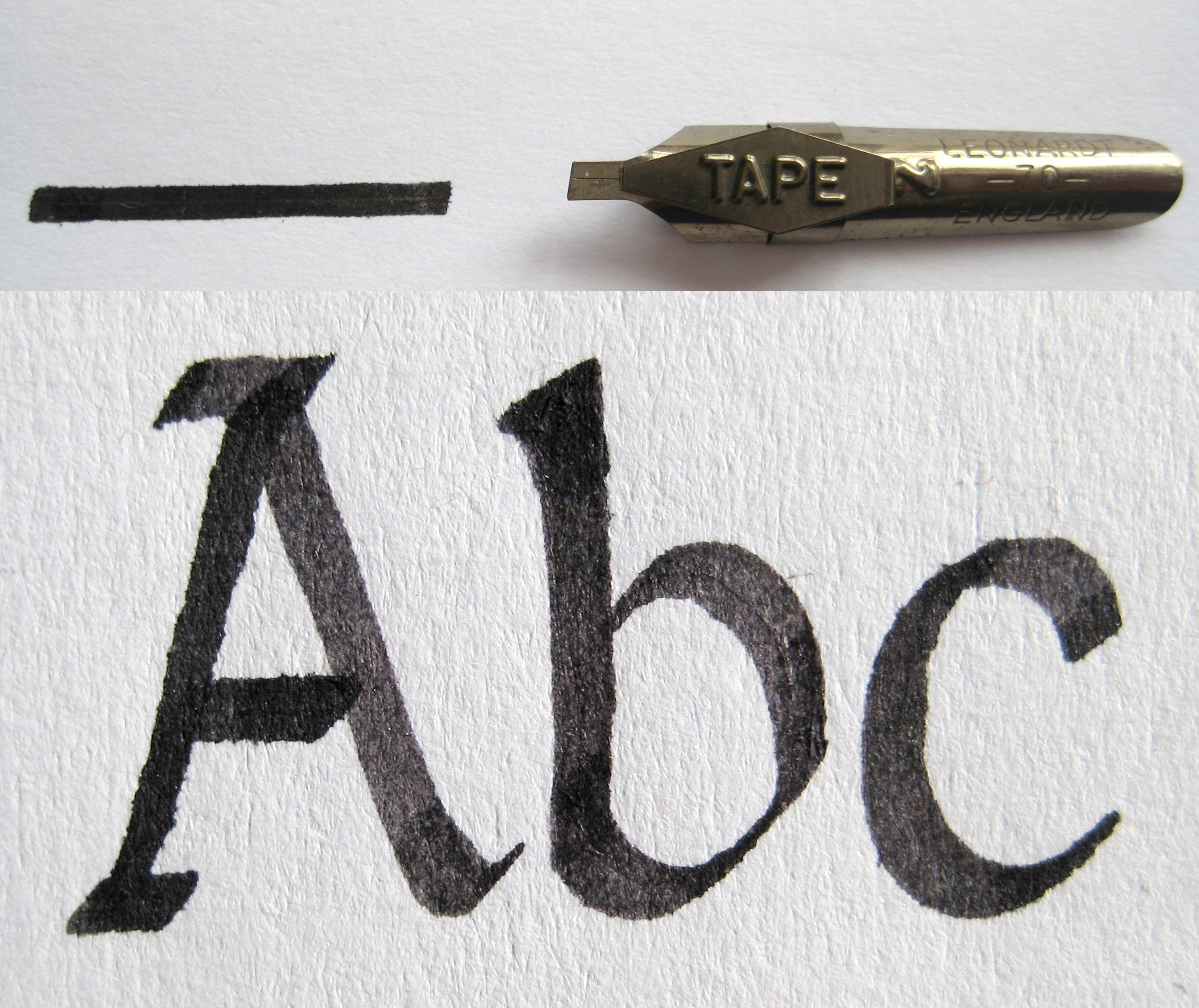
A, B, C… servent à noter des rimes aux sonorités différentes ; si cela est nécessaire, des minuscules indiquent d'autres nuances (ex. : Abc = 3 sonorités ; A vers long, b et c vers courts).

Le nom des rimes dépend principalement de leur disposition et des successions de sonorités qui en résultent :
- AAAA dans les rimes continues ;
- AABB dans les rimes suivies ou plates ou jumelles (… chanté /… été/… dépourvue /… venue) ;
- ABAB pour les rimes croisées ou alternées (… pensées /… bruit /… croisées /… nuit) ;
- ABBA dans les rimes embrassées (… chandelle /… filant /… s'émerveillant /… belle) ;
- sans ordre dans les rimes mêlées ;
- ABCABC, voire ABCDABCD, dans les rimes alternées (rares, et surtout au Moyen Âge) ;
- AABCCBDDB pour les rimes en rhythmus tripertitus (ou rythme tripartite : même rime tous les trois vers) ;
- AAABCCCBDDDB pour les rimes en rhythmus quadripertitus (ou rythme quadripartite : même rime tous les quatre vers).

Il existe aussi certains jeux de reprise, certains plus ou moins abandonnés, comme :
- la rime annexée, avec la dernière syllabe de la rime reprise au vers suivant (… agile / Il…) ;
- la rime batelée, avec la dernière syllabe du vers rimant à la césure du vers suivant ;
- la rime brisée, avec rime supplémentaire à la césure ;
- la rime couronnée, avec répétition de syllabe (… priant, criant) ;
- la rime dérivative, basée sur des mots de même racine (… apparaît /… disparaît) ;
- la rime emperière ou impératrice, avec triplement de la syllabe (… morose rose Rose) ;
- la rime enchainée, avec retour de la rime durant tout le vers ou la strophe (ce qui crée une assonance : Je m’étonne que tu chantes, / Et chantonnes…) ;
- la rime équivoquée, qui joue sur plusieurs mots (… la rose /… l'arrose) ;
- la rime fraternisée ou fratisée, à la fois annexée et équivoquée, avec la dernière syllabe de la rime ressemblant au début au vers suivant (… admettons / Et ton…) ;
- la rime grammaticale, qui reprend deux formes fléchies d'un même mot ;
- la rime léonine, sur deux syllabes (… souris /… pourris) ;
- les rimes redoublées, avec reprise des mêmes rimes ne respectant que l'alternance « rime masculine - rime féminine » ;
- la rime senée, avec tous les mots du vers commençant par la même lettre ;
- la double couronne, semblable à la rime couronnée avec en plus un écho à l'hémistiche du deuxième vers ;
- l'holorime, qui crée un parallélisme entre deux vers entiers ;
- le vers léonin, avec rime entre deux hémistiches (… arrive, //… nos rives) ;
- etc.

Enfin, la « rime pour l'œil » désigne une fin de vers où une apparence de singulier « rime » avec une apparence de singulier, et une apparence de pluriel avec une apparence de pluriel ; par exemple, Baudelaire fait rimer «… hiver » et «… enlever », qui se ressemblent graphiquement mais se prononcent de façons différentes.

#### Féminin et masculin
Une rime est féminine quand elle se termine par un e caduc ; autrement dit, une rime féminine se termine par un son « e » écrit « e », « es » ou « ent ». Les autres cas désignent des rimes masculines. Ce e, bien que prononcé dans la scansion classique, n'est cependant pas compté au nombre des syllabes d'un vers. Dans l'exemple suivant, la deuxième syllabe du mot têtes est prononcée à la rime mais n'est pas comptée dans les douze syllabes de l'alexandrin.
Pour·qui·sont·ces·ser·pents·qui·si·fflent·sur·vos·tê(tes) ?
— Jean Racine, Andromaque
Sauf exception, ceci est vrai que le e soit précédé d'une consonne ou d'une voyelle : « une voiture », « une queue », « des musées » sont des rimes féminines. Pour les 3es personnes du pluriel dans lesquelles la terminaison -ent suit une consonne, la rime est considérée comme féminine : « ils chantent », « ils lurent ». Lorsque la terminaison -ent est placée après une voyelle, la rime est considérée comme féminine si le e apparait au pluriel et au singulier : « ils prient » et « il prie », « ils éternuent » et « il éternue » ; dans ce cas -ient, -ie, -uent et -ue se prononcent en deux syllabes. La rime est masculine si le e n'apparaît pas au singulier : « ils plantaient » et « il plantait », « qu'ils soient » et « qu'il soit » ; dans ce cas -aient et -oient ne forment qu'une seule syllabe et le e ne se prononce pas.
Le genre de la rime ne correspond pas obligatoirement au genre grammatical du mot final : « un sourire », « ils pensent », « la fée », « tu rampes » sont considérés comme des rimes féminines ; « la mort », « le mouvement », « ils volaient », « qu'elles soient », « la beauté », « tu fuis » sont considérés comme des rimes masculines.
Une rime masculine doit rimer avec une autre rime masculine et une rime féminine avec une autre rime féminine ; par exemple, la rime entre « chant choral » et « la chorale » n'est pas permise. L'alternance entre rimes féminines et masculines est d'usage depuis le XVIe siècle et de règle depuis Malherbe : par exemple, dans un sonnet de forme ABBA ABBA CCD EDE, si A est masculine, alors B est féminine, C masculine, D féminine, E masculine.
Phonétiquement parlant, la rime masculine est souvent vocalique et la rime féminine consonantique. Il arrive néanmoins, plus rarement, que ce soit le contraire ; cela crée la diversité orale des rimes. Ces considérations phonétiques peuvent être privilégiées par les poètes modernes par rapport aux règles classiques d'alternance « féminin - masculin ».

#### Singulier et pluriel

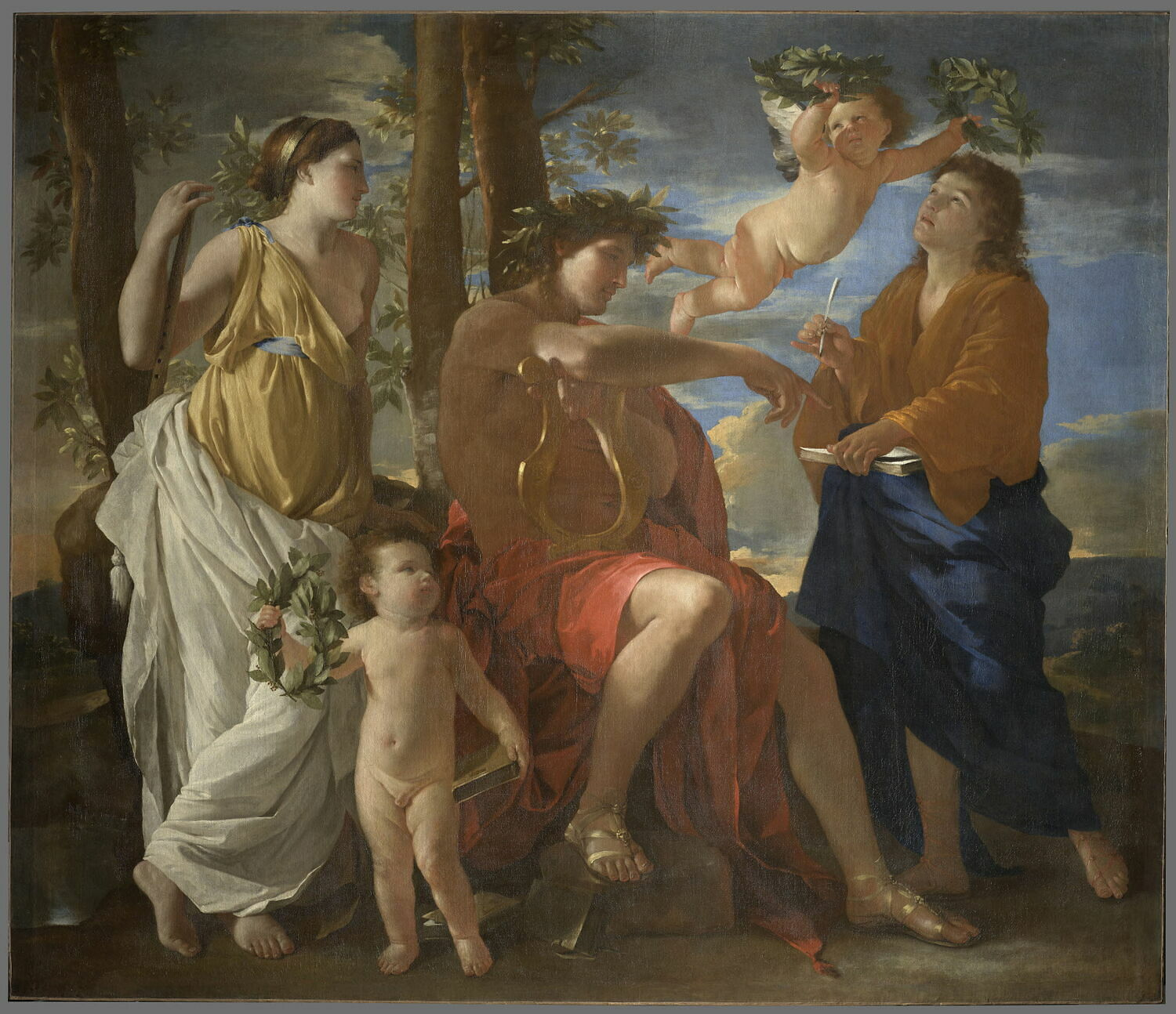
Nicolas Poussin, L'inspiration du poète.

Une rime au pluriel se termine par s, x, z ; dans les autres cas, la rime est au singulier. Singulier et pluriel ne correspondent pas obligatoirement au nombre grammatical : « jamais », « les enfants », « une fois », « le nez », « vous tenez » sont considérés comme des rimes au pluriel ; « le chien », « une tour », « ils chantent », « des meubles orange » sont considérés comme des rimes au singulier.
Une rime au pluriel doit rimer avec une autre rime au pluriel, et une rime au singulier avec une autre rime au singulier. Par contre, il n'y a pas de règle obligeant à alterner rimes au pluriel et au singulier (un poème peut ne contenir que des rimes au singulier).
En conclusion : un féminin singulier doit rimer avec un féminin singulier, un féminin pluriel avec un féminin pluriel, un masculin singulier avec un masculin singulier, et un masculin pluriel avec un masculin pluriel. Les rimes au féminin et au masculin doivent être alternées.

#### Richesse
La richesse des rimes (parfois désignée comme la « qualité ») est déterminée par le nombre de sons communs :
- les rimes pauvres ont un son en commun, la dernière voyelle tonique seule (… aussi /… lit, ... vie /… remplie) ;
- les rimes suffisantes possèdent deux phonèmes communs, la dernière voyelle tonique (V) + une consonne prononcée (C) derrière ou devant, soit deux combinaisons possibles : V + C ou C + V (… animal /… chacal, ... tordues /… confondues) ;
- les rimes riches présentent trois homophonies entre voyelles toniques et consonnes, avec quatre combinaisons fréquentes : V + C + V (rime léonine), ou C + V + C, ou C + C + V, ou V + C + C (… prêteuse /… emprunteuse) ;
- au-delà, on parle de rimes très riches.

### Rythme
Si, en français, la structure du vers se fonde sur un nombre déterminé de syllabes, le rythme en est donné par la syntaxe. Dans la diction d'un énoncé versifié, il s'agit de trouver l'équilibre entre le rythme et le nombre.
Le rythme est modulé par les accents toniques des mots et les pauses marquées aux coupes et aux césures du vers. Les sensations produites dépendent du découpage du texte (rythme haché, rapide, ou ralenti), des effets de rupture (contrastes), ou des variations rythmiques (accélérations, décélérations).

#### Accent tonique
L'accent tonique représente une augmentation de l'intensité de la voix sur une syllabe. En français, l’accent tonique est fixe sur la dernière syllabe prononcée, d'où l'importance des notions de e caduc.
En français parlé, l'accent tonique, souvent peu marqué, ne doit être confondu ni avec l'intonation, qui désigne le ton de la voix (cf. « Dégagez ! » : accent tonique sur « -gez », intonation autoritaire), ni avec l'accent propre à chaque locuteur dû à son vécu, ni avec l'accent oratoire, ou accent d'insistance, qui découle de la volonté de marquer ses propos à certains passages clés (cf. « BIENvenue, mesdames et messieurs, pour cette IN-CROY-able… »).

#### Coupe

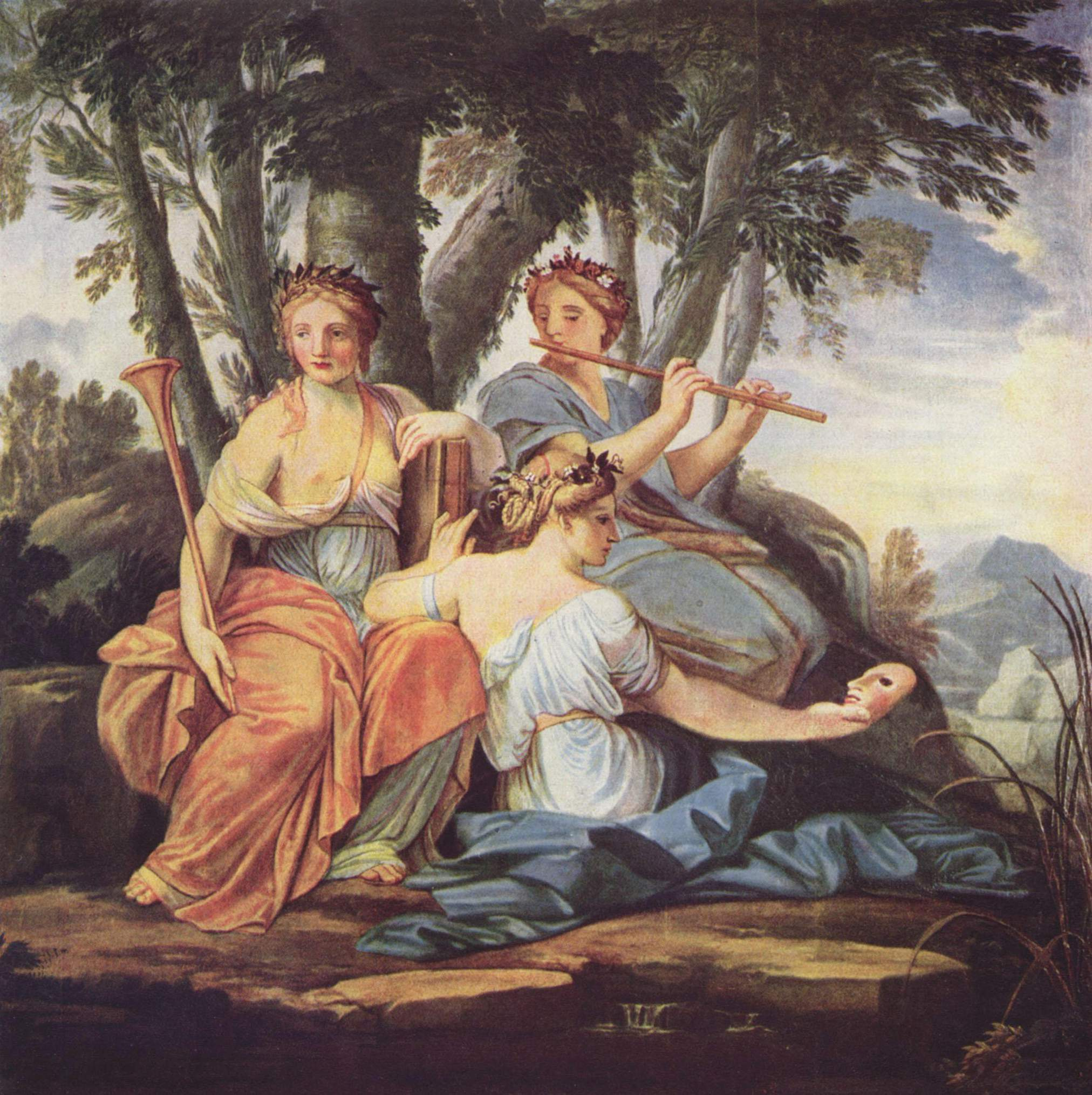
Clio, Euterpe, and Thalie, par Eustache Le Sueur.

La coupe résulte d'une analyse rythmique du vers ; le rythme repose sur des coupes secondaires ou principales (notées /) qui suivent les accents toniques placés sur la dernière syllabe accentuée d'un mot, ou d'un groupe de mots formant une unité grammaticale, et donc un groupe rythmique.
Un rythme binaire comporte généralement un nombre pair de mesures ; exemple : alexandrin divisé en hexamètres (6 mesures) ou en tétramètres (4 mesures).
C'est Vénus / tout entière / à sa proie / attachée.
— Jean Racine, Phèdre
Un rythme ternaire est généralement divisé en trois mesures ; exemple : alexandrin divisé en trimètres (3 mesures ; de 4 syllabes, avec effacement de l'hémistiche, dans le cas de l'alexandrin romantique).
J'ai vu le jour / j'ai vu la foi / j'ai vu l'honneur.
— Victor Hugo, Le petit roi de Galice

#### Césure et hémistiche
La césure résulte d'une analyse métrique du vers, et se traduit par un repos dans l'énoncé ; un vers qui présente une césure est appelé « vers composé ». Dans les vers de plus de huit syllabes, une césure (notée //) sépare le vers en deux hémistiches :
- les vers de treize syllabes, rares, peuvent se diviser en cinq et huit syllabes (5//8, par exemple chez Paul Scarron) ou en six et sept syllabes (6//7, chez Paul Verlaine) ;

Jetons nos chapeaux // et nous coiffons de nos serviettes,

Et tambourinons // de nos couteaux sur nos assiettes.
— Paul Scarron, Chansons à boire
- l'alexandrin classique est traditionnellement divisé en deux hémistiches de six syllabes chacun (6//6) ; un hémistiche peut présenter des coupes secondaires 1/5, 2/4, 3/3, 4/2, 5/1 ;

Dans la nuit éternelle // emportés sans retour
— Alphonse de Lamartine
- l'hendécasyllabe peut être divisé en deux hémistiches de cinq et six syllabes (5//6) ou de huit et trois syllabes (8//3) ;
- le décasyllabe est traditionnellement divisé en deux hémistiches de quatre et six syllabes (4//6) ou en deux de cinq syllabes (5//5, produisant un effet de balancement) ; il est parfois divisé en hémistiches de six et quatre syllabes (6//4) ;

Frères humains // qui après nous vivez
— François Villon, Ballade des pendus
Nous aurons des lits // pleins d'odeurs légères
— Charles Baudelaire
- l'ennéasyllabe peut être découpée en deux hémistiches de trois et de six syllabes (3//6), ou de quatre et de cinq syllabes (4//5) ;
- l'octosyllabe a parfois été découpé en hémistiches de quatre syllabes (4//4) ;
- pour tous ces types de vers, l'hémistiche peut certaines fois disparaitre et le vers composé redevenir vers simple.

Il agonise entre le mensonge et la fable
— Jean Cocteau, Le casque de Lohengrin
Par une bonne lune de brouillard et d'ambre,
— Patrice de La Tour du Pin, Enfants de septembre
Au bout du compte, ce sont les poètes qui ont le dernier mot. Selon Stéphane Mallarmé, dans Crise de vers, « Les fidèles à l’alexandrin, notre hexamètre, desserrent intérieurement ce mécanisme rigide et puéril de sa mesure ; l’oreille, affranchie d’un compteur factice, connaît une jouissance à discerner, seule, toutes les combinaisons possibles, entre eux, de douze timbres. »

#### Enjambement, rejet et contre-rejet
L'enjambement apparaît quand il y a discordance entre la structure grammaticale et la structure rythmique des vers (= débordement), c'est-à-dire quand le sens du premier vers ne se précise qu'au suivant. Exemple avec séparation du sujet et du verbe :
Ma seule étoile est morte, - et mon luth constellé

Porte le soleil noir de la Mélancolie
— Gérard de Nerval, Les Filles du feu, El Desdichado
Le rejet désigne un bref élément au début d'un vers qui termine le sens du vers précédent.
L'empereur se tourna vers Dieu ; l'homme de gloire

Trembla
— Victor Hugo, L'Expiation
Le contre-rejet désigne un élément en fin de vers qui donne déjà un sens au vers suivant.
Un enfant accroupi, plein de tristesse, lâche

Un bateau frêle comme un papillon de mai
— Arthur Rimbaud, Le Bateau ivre
Enjambement, rejet, contre-rejet peuvent se combiner.
Et, l’Amour comblant tout, hormis

La faim, sorbets et confitures

Nous préservent des courbatures.
— Paul Verlaine, Les Fêtes galantes, Cythère, vers 10-12

#### Coupes et césures «spéciales»
En versification :
- une coupe épique désigne une coupe après un e caduc théoriquement non élidable, néanmoins élidé.
- une coupe lyrique, qui procède souvent d'un choix de lecture, désigne une coupe en décalage avec l'accent tonique ;
- une coupe enjambante se fait dans un mot, devant un e caduc compté ;
- une césure épique désigne une césure sur un e caduc non élidable, néanmoins élidé (le e caduc de l'hémistiche est traité comme le e caduc en fin de vers) ;
- une césure lyrique se fait après un e caduc compté ;
- une césure enjambante se fait dans un mot, devant un e caduc compté.

La coupe épique et ces césures spéciales sont absentes de la versification classique, mais présentes au Moyen Âge ou dans la poésie moderne.

## La strophe
La strophe est un groupement régulier de vers avec, le plus souvent, un système complet de rimes et de mètres. La littérature médiévale n'utilise pas le mot de « strophe », mais celui de « laisse » : comparable à une strophe de longueur variable, la laisse utilise la même assonance, l'identité acoustique de fin de vers ne prenant en compte que la dernière voyelle prononcée (exemple : « ami, vis, prist, hardiz, dis »).
D'une façon générale, et quel que soit le nombre de vers de la strophe, il est préférable d'observer la règle de l'alternance des rimes d'une strophe à l'autre : si la première finit par un vers masculin, la seconde commencera par un vers féminin et vice versa (bien que les quatrains des sonnets ne respectent pas cette règle : souvent ABBA puis de nouveau ABBA).
Les strophes sont, dans presque tous les cas, séparées par une ligne blanche.

### Noms basés sur la forme de la strophe
La dénomination d'une strophe peut se référer au rapport entre le nombre et la métrique des vers :
- une strophe isométrique contient des vers ayant tous un même nombre de syllabes ;
- une strophe hétérométrique, comme la stance, contient des vers ayant un nombre différent de syllabes ;
- une strophe carrée contient un nombre de vers égal au nombre de syllabes de chaque vers (ex. : dizain en décasyllabes) ; elle donne une impression de force et de cohésion ;
- une strophe horizontale contient un nombre de vers inférieur au nombre de syllabes de chaque vers (ex. : dizain en alexandrins) ; elle donne une impression d'étendue et de durée ;
- une strophe verticale contient un nombre de vers supérieur au nombre de syllabes de chaque vers (ex. : dizain en octosyllabes) ; elle donne une impression de succession et de rapidité.

Si des reprises de sonorités se font d'une strophe à une autre, alors on parle :
- de rimes inverses, quand les rimes d'une strophe se retrouvent dans un autre ordre dans la strophe suivante ;
- de rimes concaténées, quand le dernier vers d'une strophe sert de premier vers à la strophe suivante ;
- de rimes disjointes, quand les rimes d'une strophe ne trouvent leur équivalent que dans la strophe suivante.

### Noms basés sur le nombre de vers

#### Monostique (1 vers)

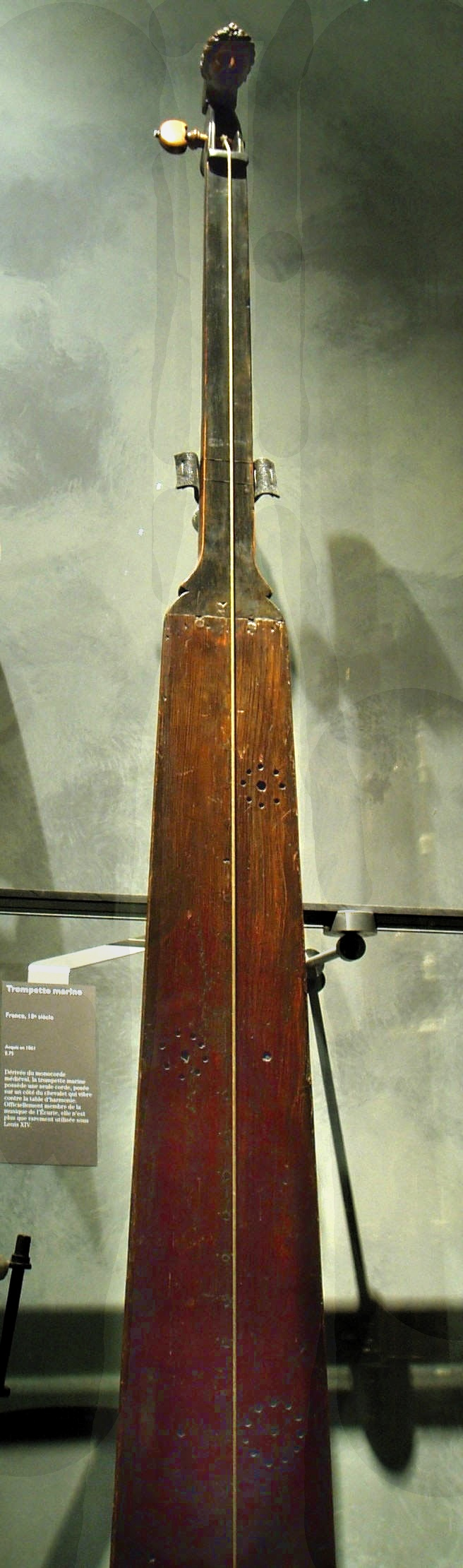
L’unique cordeau d'une trompette marine.

Le monostique (ou monostiche) est une strophe d'un seul vers. Il peut servir à composer un poème entier, comme :
Et l’unique cordeau des trompettes marines.
— Guillaume Apollinaire, Alcools, Chantre

#### Distique (couplet ou deuzain) (2 vers)
Le couplet est une strophe de deux vers. Ils sont par exemple utilisés pour composer une épigramme ou par séries dans des poèmes entiers.
À Bacharach il y avait une sorcière blonde

Qui faisait mourir d'amour tous les hommes à la ronde

Devant son tribunal l'évêque la fit citer

D'avance il l'absolvit à cause de sa beauté
— Guillaume Apollinaire, Alcools, La Loreley

#### Tercet (3 vers)
Un tercet est une strophe de trois vers. Le schéma de rime peut être de la forme ABA ou ABB ou encore AAB. Mais seul, le tercet préfère la forme croisée ABA. Pour les autres cas, le tercet n’est pas seul et il entre dans le schéma de rimes d’un ensemble (exemple : les 2 tercets en fin de sonnet).
J'ai vécu, je suis mort. Les yeux ouverts je coule

Dans l'incommensurable abîme, sans rien voir,

Lent comme une agonie et lourd comme une foule
— Leconte de Lisle, Le dernier souvenir

#### Quatrain (4 vers)
Un quatrain est une strophe de quatre vers. Les rimes des strophes de quatre vers sont croisées (ABAB) ou embrassées (ABBA), parfois plates (AABB).
Je ne vais point aux coups exposer ma bedaine

Moi qui ne suis connu ni d'Armand ni du Roi ;

Je veux savoir combien un poltron comme moi

Peut vivre n'étant point soldat ni capitaine.
— Charles de Vion d'Alibray, Je ne vais point aux coups exposer ma bedaine

#### Quintil (5 vers)

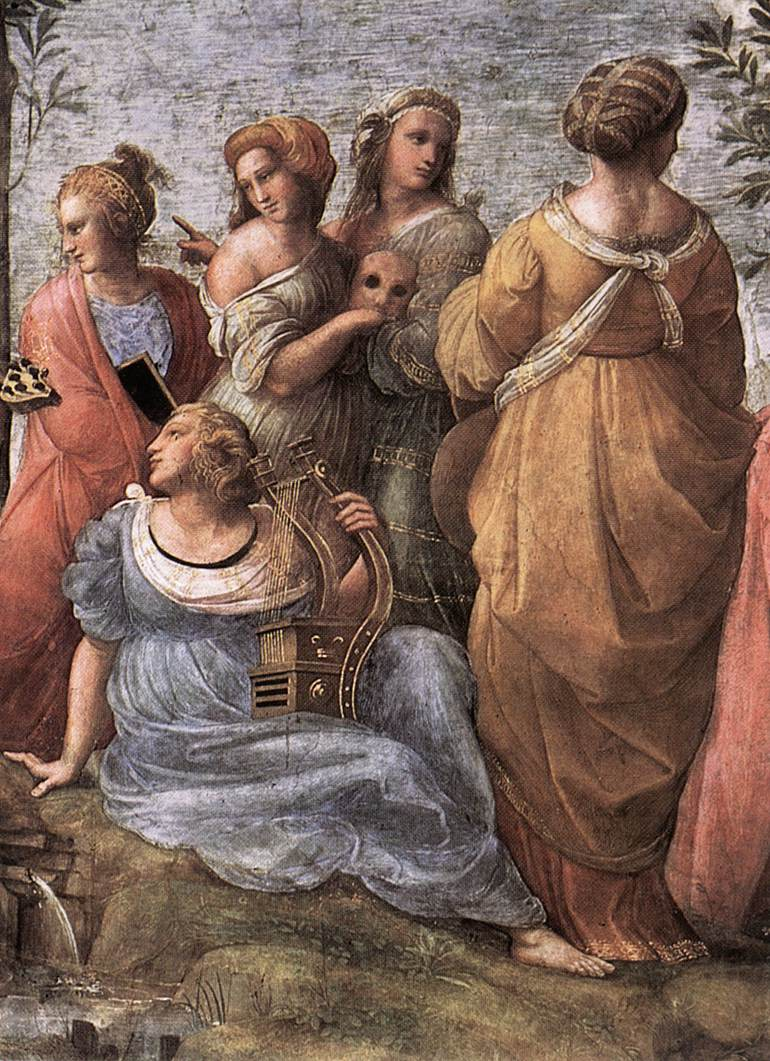
Raphaël, les Muses du Parnasse.

Un quintil, ou cinquain, est une strophe de 5 vers. Il comporte le plus souvent trois rimes masculines et deux féminines ou inversement, entremêlées. Il peut aussi s'obtenir en répétant le premier vers (ou la rime du premier vers) de la strophe. La disposition AABBA remonte aux rhétoriqueurs de la fin du XVe siècle.
On trouve parfois une forme layée, A12a8b8b8A12 ; c'est souvent le cas, par exemple, chez Malherbe. Chez Musset et Lamartine nous trouvons le schéma ABAAB ; c'est le quintil du XVe siècle, tel qu'il apparaît chez Jean de la Taille. Chez Victor Hugo, on trouve le quintil AABAB à côté du quintil ABBAB et du schème lamartinien ABAAB. Quant à la forme ABABA choisie par Théodore de Banville, elle se retrouve chez Baudelaire sous forme layée (A12b8A12b8A12).
As-tu conçu jadis l'humain à ton image ?

Correspond-il encore à l'œuvre de l'amour ?

Il croit tout maîtriser, ce n'est pas sans dommage !

Détruisant son espace et ce qui vit autour.

L'Homme a pris ton crayon et compose à son tour !
— Philippe Jeannet, Noble création

#### Sizain (6 vers)
Un sizain est une strophe de 6 vers, souvent de deux ou, plus rarement, trois types de mètres. Il consiste en deux vers à rimes plates suivis de quatre vers à rimes embrassées ou croisées (AABCCB ou AABCBC) ; c'est la forme adoptée par la stance de Malherbe. Une seule fois, chez Malherbe, nous avons le schéma ABBACC, qui est un sizain à rebours. Disposé en rhythmus tripertitus, le sizain se présente sous le schème AABAAB, sur deux rimes, ou sous la forme AABCCB, sur trois rimes ; les rhétoriqueurs ont recommandé la première de ces deux formules.
Sara, belle d'indolence

Se balance

Dans un hamac, au-dessus

Du bassin d'une fontaine

Toute pleine

D'eau puisée à l'Illyssus.
— Victor Hugo, Les Orientales, Sara la baigneuse
La strophe est dite « couée », quand le 3e et 6e vers sont courts et les autres longs. Le Moyen Âge avait inventé cette forme ; elle était encore prisée au XVIIe siècle, puis elle s'est fait rare, pour réapparaître avec le romantisme, d'abord chez Sainte-Beuve, puis chez Victor Hugo qui a pratiqué la strophe couée brève, avec par exemple des sizains A7A7b4C7C7b4 ; ce type de sizain convient aux sujets légers, et suscite parfois l'accent d'une mélancolie voilée. C'est la strophe couée brève qui a fait la fortune de Verlaine dans :
Les sanglots longs

Des violons

De l'automne

Blessent mon cœur

D'une langueur

Monotone.
— Paul Verlaine, Poèmes saturniens, Chanson d'automne

#### Septain (7 vers)

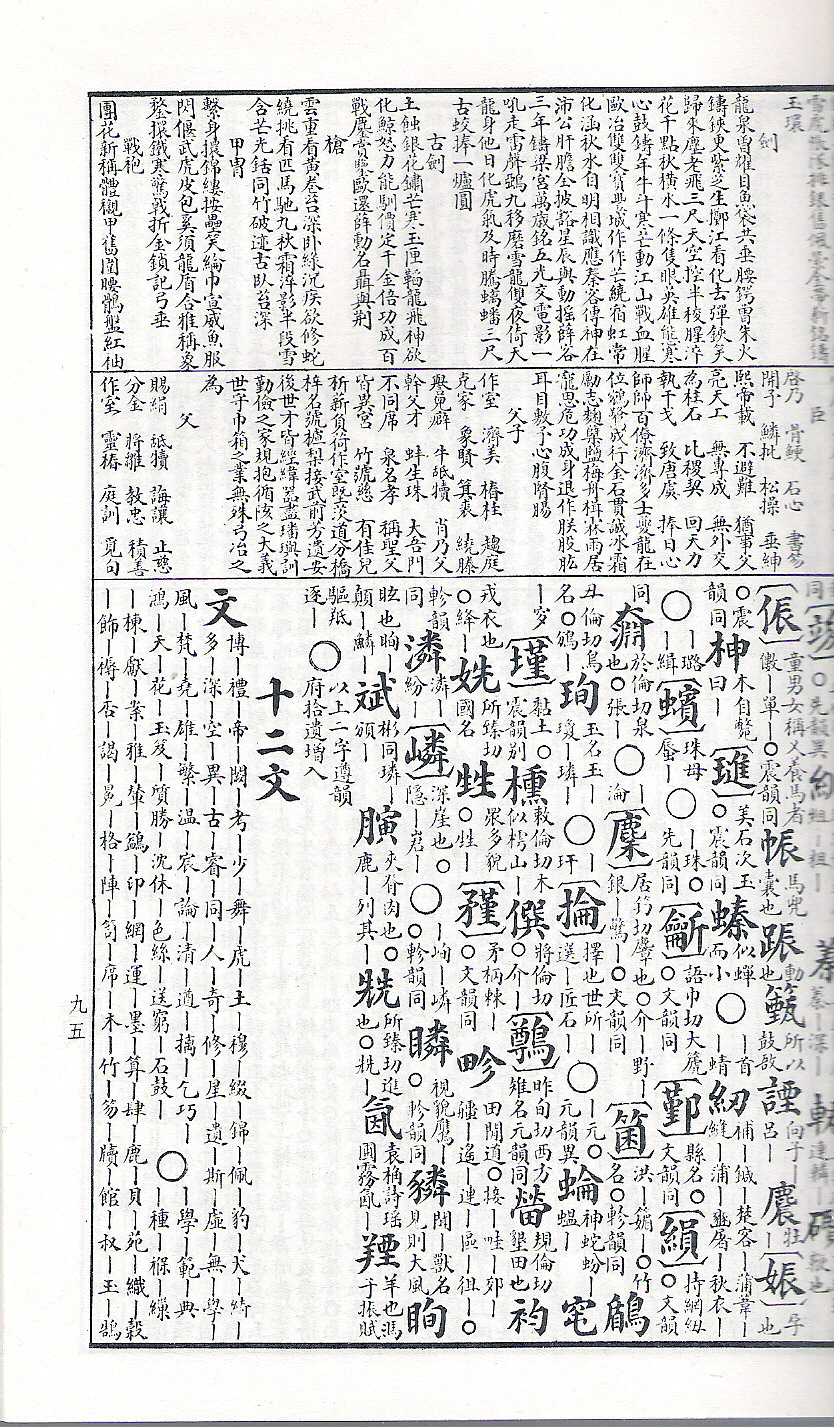
Une page du Shiyun Hebi (詩韻合璧), un dictionnaire de rimes chinois datant de la dynastie Qing.

Le septain est une strophe de 7 vers. Il possède plusieurs formes : AABCBCB chez plusieurs rhétoriqueurs, AABCBCB chez Ronsard, AABCBBC chez Vincent Voiture. Vigny a fort prisé le septain sous le schème immuable ABABCCB écrit en alexandrins : rimes croisées puis embrassées, avec une rime charnière centrale appartenant aux deux systèmes.
Parfois, on rencontre des septains construits sur deux rimes seulement. Leconte de Lisle nous livre un septain construit sur une simple alternance de rimes (ABABABA) ; il adopte aussi le schème ABAABBA, moins naïf, mais peu satisfaisant pour la symétrie. Victor Hugo, lui, recourt à un septain parfaitement symétrique (ABBABBA) ; en outre le dernier vers de sa formule est écourté.

#### Huitain (8 vers)
Le huitain est une strophe de 8 vers. Lorsqu'il ressemble à une superposition de deux quatrains parallèles, comme dans la disposition ABABCDCD, on parle parfois de « faux huitain » : pour constituer ces huit vers en une unité strophique, il faudrait une marque sensible en fin de strophe ; il suffirait pour cela de répéter la même rime, en D, ou de répéter le même mot final, ou de faire du dernier vers un refrain.
L'octave italienne, dont Aristote et Torquato Tasso ont donné le modèle, suit le modèle ABABABCC. Achevé en distique, ce huitain se prêterait plus volontiers à un sujet de caractère martelé, épique.
Le huitain du XIVe siècle est celui de la strophe de la ballade primitive ; ce huitain roule sur des répétitions de ABABBAAB : la ballade de Guillaume de Machaut reprend trois fois cette strophe dont le 8e vers sert de refrain. Parmi les huitains du XVe siècle, celui de Martial d'Auvergne nous fournit la strophe définitive de la petite ballade : ABABBCBC, où tout est variété (rimes alternées), équilibre (rimes plates au centre, servant de pivot), unité (la rime B est présente dans les deux moitiés de la strophe), symétrie nuancée (parfaite inversion du mouvement avec échange de A contre C).
Les rhétoriqueurs ont pratiqué, outre les formes déjà signalées, un huitain enlacé (AABABBCC). Le huitain romantique se signale par la rime triplée dans le schème ABABCCCB, ou encore par un huitain quadripertitus caudatus (AAAbCCCb).

#### Neuvain (9 vers)

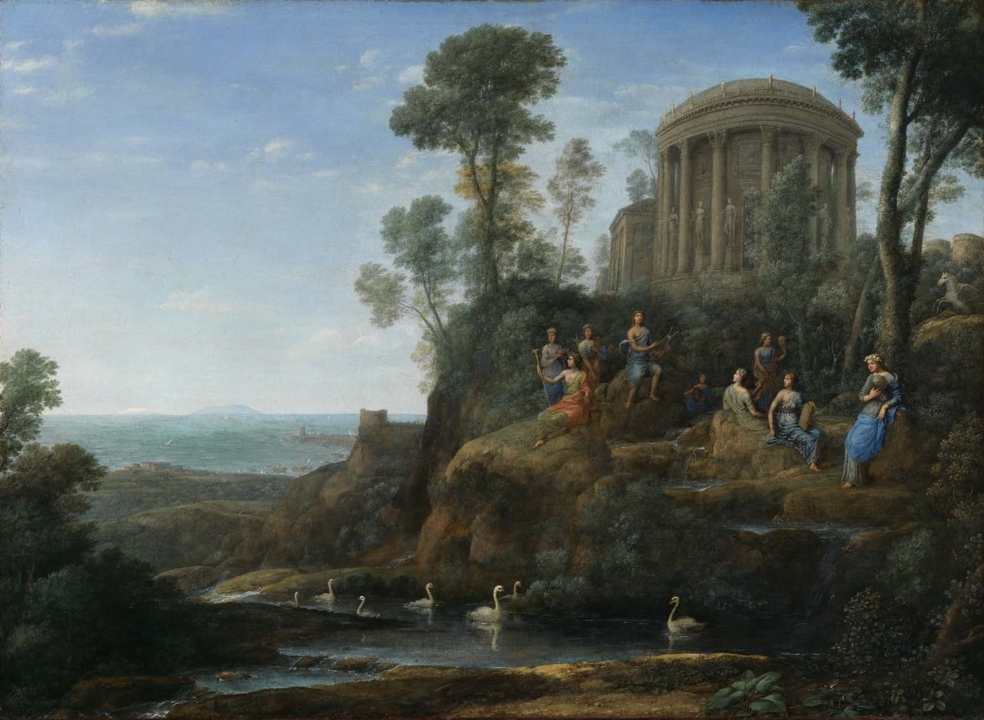
Claude Gellée, Apollon et les Muses au mont Parnasse (1680).

Le neuvain est une strophe de 9 vers. Le schème du neuvain, ABABACDCD, semble commencer par un quintil ABABA et se terminer par un quatrain alterné. Charles d'Orléans l’a pratiqué dans sa complainte « France, jadis on te voulait nommer… » Victor Hugo reprend ce neuvain en modifiant le quintil sous la forme ABBAB : ABBABCDCD. Césurant cette strophe après le 7e vers, Hugo répète les deux derniers vers en refrain, tout en pentasyllabes dynamiques : « Une nuit qu'on entendait la mer sans la voir » (schème : ABBABCDC*D* EFFEFCDC*D* etc.).
Chez les rhétoriqueurs, on rencontre cinq types fondamentaux de neuvain : sur deux rimes seulement, un neuvain layé est du plus ravissant effet (utilisé dans la rotrouange écartelée : A3A1B6/A3A1B6/B4B2A8), sur trois rimes et généralement en décasyllabes (ABAABBCBC), sur trois rimes et de préférence en octosyllabes (AABABBCBC), sur quatre rimes et souvent en décasyllabes (ABABCCDCD), sur quatre rimes avec des octosyllabes (ABABBCCDD) (ce dizain finit platement).
Le neuvain classique, par exemple chez Thomas Corneille, est composé d'un quatrain et d'un quintil : ABABCDCCD.
Le neuvain romantique présente un rhythmus tripertitus (AABCCBDDB). Il va sans dire que ce schème peut être écourté aux 3e, 6e, 9e vers : AAbCCbDDb. Vigny utilise un neuvain avec un schème AABBCDDCD, qui ressemble à un huitain terminé par un neuvième vers en excédent et peut donc paraître assez plat.
Le neuvain parnassien de Leconte de Lisle, construit sur trois rimes seulement, accuse plus d'exigence (ABABCCBCB) et frappe par l'impression de continuité qui se dégage de la forme de cette strophe : elle tient en grande partie à cette structure fortement nouée et symétrique ; avec C répété trois fois et B répété quatre fois, la strophe évolue entre une variété restreinte (AB*AB) et une monotonie insistante (...B/CCBCB*).

#### Dizain (10 vers)
Le dizain est une strophe de 10 vers. Il est des plus heureux et convient aux grands sujets. Il est construit sur quatre ou cinq rimes. Dans les strophes hétérométriques, on rencontre généralement le mélange de deux, de trois, ou de quatre mètres. Le schéma des rimes peut être envisagé de deux manières : ABAB\\CCD\EED ou ABAB\\CC\\DEED (avec ici \\ ou \ pour une ponctuation forte ou faible).
Malherbe lui a donné un tel lustre (cf. ses odes héroïques) que la première moitié du XVIIe siècle fut submergée par un déluge d'odes en dizains. Distribué en ABAB\\CC\\DEED, le dizain présente les trois types possibles de successions de rimes : croisées, plates, embrassées. En outre, il est équilibré de part et d'autre d'un axe CC.
Le dizain pétrarquisant (ABABBCCDCD), qui apparaît au XVIe siècle chez Maurice Scève dans sa « Délie » et chez Marguerite de Navarre, a moins d'éclat, plus de monotonie ; l'ordre de la répétition est symétriquement inversé, mais les timbres des strophes changent, comme si l'objet A, réfléchi dans une eau calme, y modifiait son coloris en B. Cette strophe sera celle de la grande ballade.

#### Onzain (11 vers)

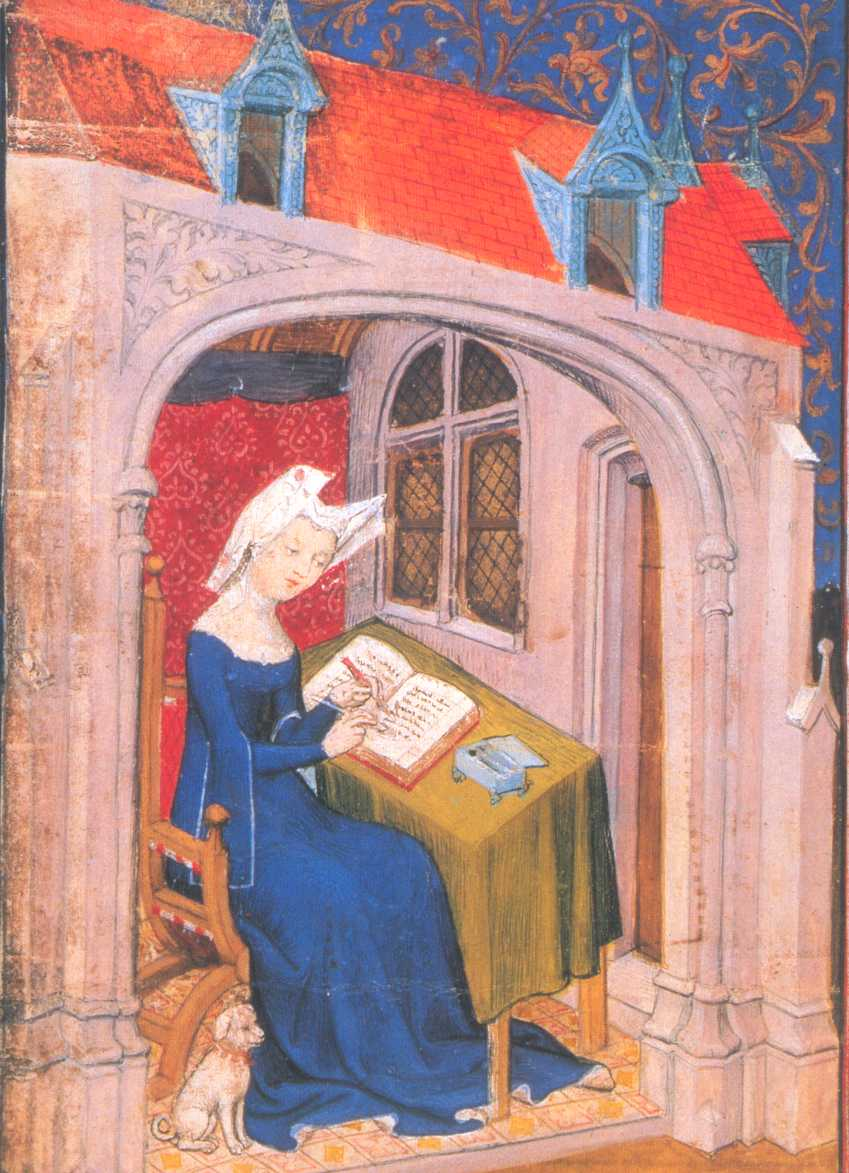
Christine de Pisan, auteur de chants royaux.

Le onzain est une strophe de 11 vers. À l'époque des rhétoriqueurs, le onzain se présente sous les formes suivantes, construites sur cinq rimes: ABABCCDDEDE ; cette forme sert tour à tour dans la ballade commune, le serventois, la sotte amoureuse, la sotie, la pastourelle, et surtout le chant royal. Un onzain batelé (AB*A*B*CC*D*D*E*D*E* ; les vers batelés sont pourvus d'astérisques) a été employé dans le cadre de la ballade baladant ou batelée. Un autre onzain batelé a, suivant les siècles, été utilisé : AB*A*B*C*C*D*D*ED*E.
Les romantiques ont essayé d'obtenir le onzain au moyen d'un dizain à rimes plates, enflé d'un vers : ABABCCCDEED ou ABABCCDEEED.

#### Douzain (12 vers)
Le douzain est une strophe de 12 vers. Elle est construite sur deux rimes et quelquefois sur cinq.
À l'époque des rhétoriqueurs, le couplet de douze vers adoptait la forme prédominante AABAAB\BBABBA : c'est la douzaine croisée. Suprême raffinement, la même forme se rencontrait avec un écourtement qui frappait les vers de trois en trois à partir du second vers ; ainsi les 2e, 5e, 8e et 11e vers, à égale distance les uns des autres, se trouvaient faire écho à la rime précédente : AaBAaB\BbABbA. C'est un douzain croisé layé ou coppé (coupé).
Victor Hugo a ensuite proposé une autre forme tirée du dizain en rendant triples les deux rimes plates du dizain : ABABCCCDEEED.

#### Treizain (13 vers)
Le treizain est une strophe de 13 vers.
Par l'ample mer, loin des ports et arènes

S'en vont nageant les lascives sirènes

En déployant leurs chevelures blondes,

Et de leurs voix plaisantes et sereines,

Les plus hauts mâts et plus basses carènes

Font arrêter aux plus mobiles ondes,

Et souvent perdre en tempêtes profondes ;

Ainsi la vie, à nous si délectable,

Comme sirène affectée et muable,

En ses douceurs nous enveloppe et plonge,

Tant que la Mort rompe aviron et câble,

Et puis de nous ne reste qu'une fable,

Un moins que vent, ombre, fumée et songe.
— Mellin de Saint-Gelais

#### Autres formes (14 vers et plus)
Il existe, de façon plus rare, le quatorzain (14 vers), le quinzain (15 vers), le seizain (16 vers), le dix-septain (17 vers), etc. Le quatorzain ne doit pas être confondu avec le sonnet, formé de deux quatrains et de deux tercets ; et idem pour le « sonnet seizain » : dans cette forme récente, deux monostiches identiques ou du moins similaires, encadrent un sonnet.
Certains poètes ont parfois écrit des strophes très longues ; par exemple, Hommage à la vie de Jules Supervielle contient 40 vers continus, sans séparation visible.

## Le poème

### Noms et formes

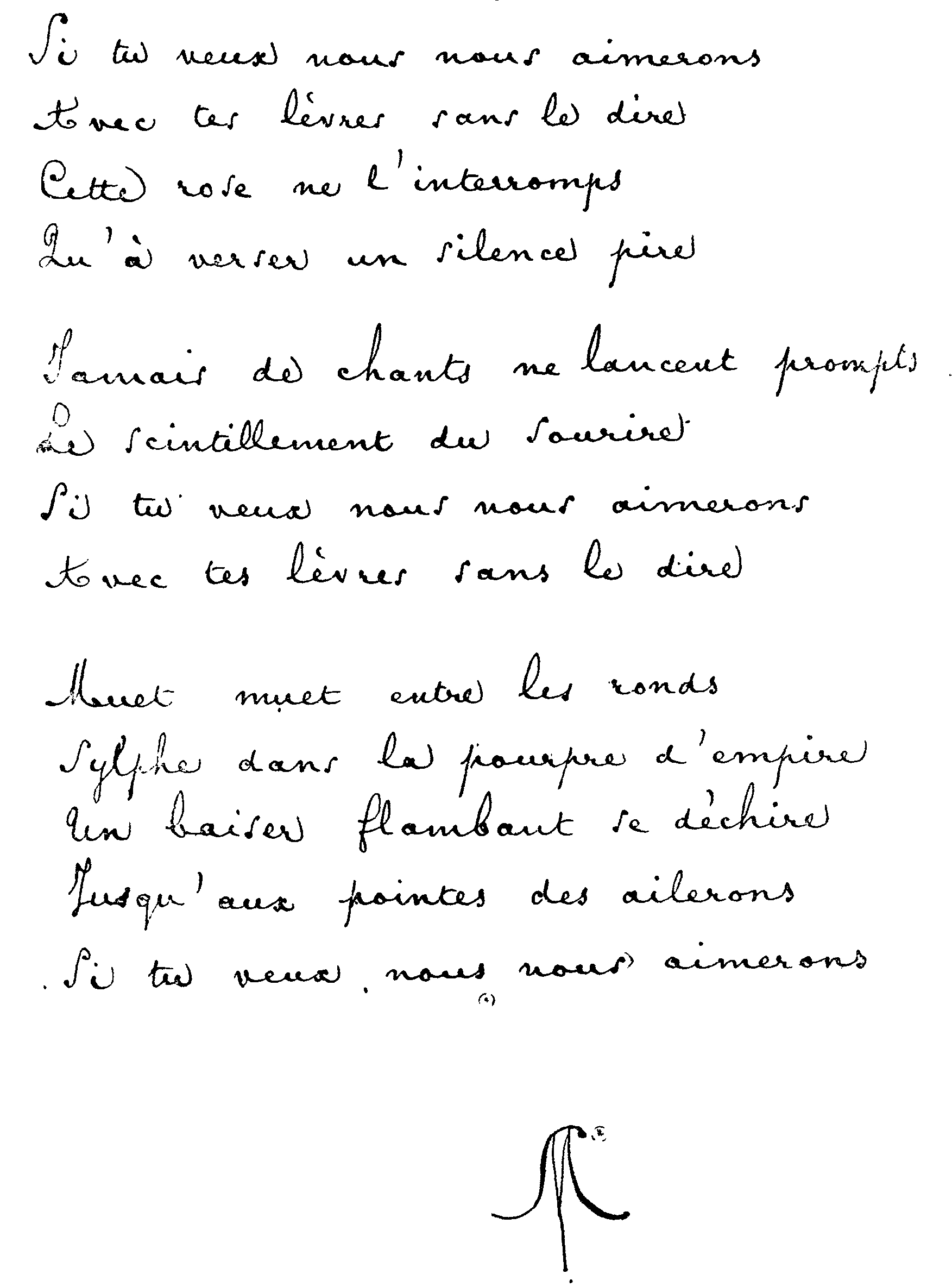
Rondel de Stéphane Mallarmé.

Un poème obéit à des règles plus ou moins complexes et plus ou moins rigides qui concernent les types de vers, la présence d'un refrain, les types de strophes, leur agencement ou leur nombre. Les règles et les modes ont varié au cours de l'histoire.
Parmi les formes du Moyen Âge, il y a :
- la ballade, genre majeur au Moyen Âge, remis partiellement à l'honneur au XIXe siècle comme avec Hugo (Odes et Ballades) : elle comporte trois strophes et demie, dont le dernier vers constitue un refrain ; la demi-strophe finale constitue l'envoi (dédicace du poème à Dieu, au roi, à une dame…) ; il y a autant de vers dans la strophe que de syllabes dans le vers (8 ou 10 en général) ; une variante plus longue, remise à l’honneur au XIXe siècle par Banville, en est le chant royal.
- le  rondeau : 15 vers généralement courts sur deux rimes avec un effet de refrain ; ex. : Charles d’Orléans ;
- les formes de jeu verbal, comme l'acrostiche ;
- l'aube, la complainte, le fabliau, le fatras, la fatrasie, l'odelette, la pastourelle, le lai, le rondel, le rotrouenge, la terza rima, le triolet, le virelai…

Parmi les formes modernes, il y a :
- le haïku : poème japonais sans rimes de 17 mores sur trois segments 5-7-5[15][réf. incomplète] ;
- le tanka : poème japonais sans rimes de 31 mores sur cinq lignes (5-7-5-7-7 syllabes);
- l'ode, imitée de l'Antiquité, mais assouplie par Ronsard avec 2 strophes égales + 1 strophe plus courte ;
- le pantoum : d'origine malaise, introduit en France au XIXe siècle, codifié par Théodore de Banville dans son Petit traité de Poésie française, est construit par reprises décalées des vers d'une strophe sur l'autre (les vers 2 et 4 de la première strophe deviennent les vers 1 et 3 de la strophe suivante, et ainsi de suite) ;
- la sextine est une forme poétique, composée de six sizains, dont les mots en fin de vers restent les mêmes, mais sont répartis selon un ordre différent ; créée au XIIe siècle, cette forme a été revisitée par les poètes de l'Oulipo ;
- le sonnet : hérité de Pétrarque et imposé peu à peu au XVIe siècle, très vivant au XIXe siècle (Baudelaire, Verlaine, Hérédia…), dont l'une des dispositions les plus classiques se compose de deux quatrains aux rimes embrassées et répétées, et 2 tercets sur 2 ou 3 rimes à disposition variable (les formes les plus courantes en français sont : ABBA ABBA CCD EED ou ABBA ABBA CCD EDE) ; la mise en valeur du dernier vers est appelé la chute du sonnet ;
- les stances, la villanelle…

Enfin, il existe des genres poétiques qui ne relèvent pas à proprement parler de la versification, puisque leur thème, leur ton, et leur aspect technique diffèrent de ce qui vient d'être décrit ; les genres poétiques ont cependant tenu une grande place dans les époques passées : épopée, chanson de geste, poésie didactique et engagée (art poétique, épigramme, satire, fable), expression personnelle (blason, élégie, églogue, épithalame, glose, madrigal, roman courtois, pastorale, bergerie), etc.

### Figures de style

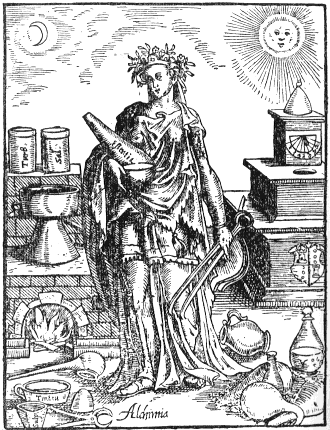
Allégorie de l'Alchimie

De nombreuses figures de style servent à enrichir l'expression poétique ; elles peuvent fonctionner sur un ou plusieurs vers. En voici quelques-unes.
- Reprise de sonorité
  - Assonance : reprise du même son vocalique (cf. le son [an] : « Je fais souvent ce rêve étrange et pénétrant », Paul Verlaine) ;
  - Allitération : reprise d'un son consonantique (cf. le son [r] : « Tandis que les crachats rouges de la mitraille », Arthur Rimbaud) ;
  - Harmonie imitative : association soulignée du son et du sens (cf. allitération en [s] associée au sifflement du serpent : « Pour qui sont ces serpents qui sifflent sur vos têtes ? », Jean Racine dans Andromaque).
- Sens des mots
  - Allégorie : représentation concrète d'un élément abstrait ;
  - Comparaison : association directe entre deux éléments ou plus ;
  - Euphémisme : atténuation, notamment pour réduire l'impact d'un événement ou d'un fait cruel ;
  - Image : rapprochement de deux éléments via un élément commun ;
  - Métaphore : analogie ou comparaison indirecte basée sur un rapprochement de sens et d'image ;
  - Périphrase : mot remplacé par une expression ;
  - Personnification : attribution de caractéristiques humaines à une chose ou un animal ;
  - Symbole : image de référence.
- Place des mots
  - Anaphore : reprise de mots dans des constructions semblables (« Puisque… / Puisque… / Puisque… ») ;
  - Accumulation : énumération d'éléments semblables (« Adieu veau, vache, cochon... », Jean de La Fontaine) ;
  - Hyperbole : exagération pour mettre en évidence ;
  - Oxymore : rapprochement d'élément dissemblable (ex : un soleil noir) ;
  - Parallélisme : répétition pour rapprocher deux choses ou deux objets.

### Diction

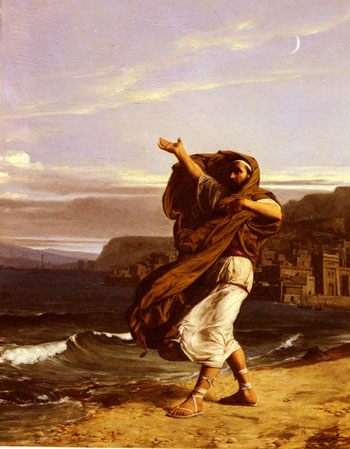
Jean-Jules-Antoine Lecomte du Nouy, Démosthène s'exerçant à la parole.

La diction est l’ensemble des règles qui régissent le langage parlé. Cependant, la lecture des vers ne répond à aucune règle absolue ; et si le minimum à respecter parait être le respect des sonorités et du rythme (imposés par les e caducs, les liaisons, les coupes et les césures, les diérèses et synérèses, la ponctuation), les approches varient (règles restrictives, approches « historiques », déclamation, scansion inspirée de la versification latine ou grecque, etc.) : pour Charles Batteux, « les espaces exigés par l'esprit, par les objets, par la respiration, par l'oreille, sont absolument les mêmes dans la prose et dans la poésie » ; pour Michel Bernardy, « le vers français ayant un nombre fixe de syllabes, celles-ci doivent être toutes perceptibles dans l'élocution : comme la voyelle est le centre de la syllabe, toutes les voyelles constitutives du vers ont le même droit à l'existence dans le phrasé versifié » ; pour Louis Dubroca, la diction se doit de prononcer toutes les syllabes (voyelles) qui en composent la structure métrique ; pour Georges Le Roy, la ponctuation orale n’est pas toujours en relation directe avec la ponctuation écrite : la ponctuation en vers est soumise au sens, et ne doit jamais être placée après la coupe ou à la fin du vers si elle n’est pas justifiée ; pour Ernest Legouvé, la première des césures qu'il importe de pratiquer est celle qui sépare le sujet du verbe : c'est le suspens d'écoute majeur d'une phrase, comme dans « Nabuchodonosor / conquit Jérusalem. » ; pour Henri Meschonnic, l'accent, en français, n'est pas métrique, il est linguistique ; etc.
Les règles de diction présentées ici sont complémentaires à celles évoquées auparavant (basées sur accents toniques, coupes, césures et hémistiches) : elles reposent sur la notion « d'accent de groupe » dépendant du bon positionnement des coupes par rapport aux syntagmes de la phrase. Un syntagme est un ensemble de mots ayant une signification fonctionnelle ; par exemple, comme l'indique Du Marsais dans son encyclopédie, « Alexandre vainquit Darius » est constituée de 3 syntagmes simples : le sujet, le verbe et le complément correspondent à un syntagme nominal (« Alexandre ») et un syntagme verbal (« vainquit Darius) », lui-même constitué d’un verbe (« vainquit ») et d’un autre syntagme nominal objet (« Darius »). Cette phrase transformée en « Alexandre, fils de Philippe et roi de Macédoine, vainquit avec peu de troupe, Darius, roi de Perse, qui était à la tête d’une armée nombreuse. » contient des éléments annexes, qui correspondent à des syntagmes adjectivaux (proposition relative, syntagme prépositionnel, apposition) qui amplifient les syntagmes nominaux, et des syntagmes adverbiaux (proposition circonstancielle, adverbe) qui amplifient le verbe. Lors de la diction, ces éléments adjoints sont tantôt liés, tantôt séparés selon la présence ou l’absence de mots-ligatures (préposition, pronom relatif).
- Coupes entre syntagmes nominaux et verbaux.

Qui veut voyager loin / ménage sa monture.

→ « Qui veut voyager loin » = syntagme nominal

→ « ménage sa monture. » = syntagme verbal
— Jean Racine, Les Plaideurs
L'espoir / changea de camp. / Le combat / changea d'âme.

→ « L'espoir », « Le combat » = syntagmes nominaux

→ « changea de camp », « changea d'âme » = syntagmes verbaux
— Victor Hugo, Les Châtiments, L'Expiation
Que tous ceux qui veulent mourir / lèvent le doigt.

→ « Que tous ceux qui veulent mourir » = syntagme nominal

→ « lèvent le doigt. » = syntagme verbal
— Edmond Rostand, Cyrano de Bergerac
- Coupes influencées par la position du e caduc (cas où il se place à la jonction de deux syntagmes, juste avant une césure vocale, ce qui allonge la syllabe qui précède et sert à contretemps d'élan de propulsion au syntagme suivant).

Mada_me / voulez-vous que je vous parle net ?
— Molière, Le Misanthrope
- Coupes supplémentaires quand des syntagmes s'ajoutent aux syntagmes nominaux et verbaux.

La valeur / n’attend point le nombre des années.

L'ardeur de vain_cre / cède à la peur de mourir.
— Pierre Corneille, Le Cid
Vous offensez les dieux / auteurs de votre vie ; /
— Jean Racine, Phèdre
- Coupes supplémentaires (obligatoires) en cas de sujets multiples (de pluralisation des termes).

Ses gar_des / son palais / son lit / m’étaient soumis.
— Jean Racine, Britannicus
L’attela_ge / suait / soufflait / était rendu
— Jean de La Fontaine, Fables, Le Coche et la Mouche
Elle trahit mes soins / mes bontés / ma tendresse.
— Molière, L’École des femmes
- Coupes supplémentaires en cas d'ellipse (un élément est sous-entendu ; ceci doit être marqué).

Je l'adorais / vivant, / et je le pleu_re / mort

→ Je l'adorais (quand il était) vivant, et je le pleure (maintenant qu'il est) mort.
— Pierre Corneille, Horace
D’abord / il s’y prit mal, / puis / un peu mieux, / puis / bien.

→ « il s'y prit » est deux fois sous-entendu.
— Jean de La Fontaine, Fables, XII, 9
- Coupes obligatoires en cas de fragmentation d'un syntagme avec déplacement (inversion, ou métaposition[24]).

De vous faire aucun mal / je n'eus jamais dessein.
— Molière, Tartuffe
Maître corbeau / sur un ar-bre / perché.

→ Le corbeau est perché, et non l'arbre.
— Jean de La Fontaine, Fables, Le Corbeau et le Renard
Source délici_euse / en misè_res / féconde.

→ Les misères ne sont pas fécondes, mais bien la source.
— Pierre Corneille, Polyeucte
Par mes ambassadeurs / mon cœur / vous fut promis.

Ce fils / que / de sa flamme / il me laissa pour gage !
— Jean Racine, Andromaque
- Coupes influencées par l'ordre croissant ou décroissant des syntagmes.

Seigneur / de ce départ / quel est donc le mystère ?
— Jean Racine, Bérénice
La rue assourdissante / autour de moi / hurlait.
— Charles Baudelaire, Les Fleurs du mal, À une passante
- Absence de coupe quand le syntagme a le même nombre de syllabes que le vers ; celui-ci, appelé « vers linéaire », doit être phrasé d'un trait.

Fileur éternel des immobilités bleues
— Arthur Rimbaud, Le Bateau ivre